# 宗箇山
宗箇山（そうこやま）は、広島県広島市西区と安佐南区との境にある山である。標高356m。地元では地名由来の三滝山とも呼ばれる。

## 概要
戦国武将で茶人の上田宗箇がこの山に松を植えたのが名称の由来である。そのため「植松山」とも呼ばれる。宗箇は広島城本丸・縮景園（泉邸）・上田家上屋敷に設けた茶屋「和風堂」の3ヶ所から望める借景としてこの山を選び、山頂に大きな赤松を植えた。そのためにこの松は「宗箇松」、山は「宗箇山」と呼ばれるようになった。宗箇が植えた初代の松は落雷で焼失し、2代目は軍部（旧陸軍）が対空陣地構築のために伐採、3代目は戦後にマツクイムシにより枯死しており、現在の宗箇松は1998年11月29日に植樹された4代目である。
宗箇は武将としてははじめ丹羽長秀、のち豊臣秀吉の配下となり、茶道においては千利休門下ののち古田織部門下となった人物で、茶道の流派「上田宗箇流」を創始した。元和5年（1619年）に宗箇が浅野長晟に従って広島藩に入って以降、上田家は広島藩家老をつとめ武家茶道を発展させた。浅野家の別邸となった縮景園（泉邸）は宗箇の作庭によるものである（宗箇は徳島城表御殿庭園や名古屋城二の丸庭園も手がけている）。
地元では、正式名称である宗箇山よりも「三滝山（みたきやま）」という呼称が一般的である。これは、山の中腹に三つの滝があったことに由来する。その滝は、三瀧寺の裏にあるが、現在はほとんど水が涸れており、説明の看板によって、かろうじて確認できる状態である。
登山口に真言宗の古刹三瀧寺がある。この寺の周辺は、春は桜、秋は紅葉の名所として知られ、有名な撮影スポットとなっている。
山頂からは広島市街を一望のもとに見下ろすことができ、都市近郊ハイカーに人気のある山である。元旦には初日の出を拝む人でにぎわう。広島市の小学校低学年の遠足の定番コースでもあり、林間学校等でよく利用される「広島市三滝少年自然の家」とあわせ、地元にはなじみの深い山でもある。
1945年（昭和20年）8月6日の原爆投下時、宗箇山の東麓にあたる三滝本町地区は熱線・爆風が少なく、損害が軽微だったため、この山が陸軍の救護活動の拠点となり、数多くの負傷者が運ばれた。そこで命を落とした者の骨で、谷が埋まるほどであったと言われる。

## 施設
- 三滝少年自然の家
- 三瀧寺

## アクセス
- 広島バス三滝観音下車
- JR三滝駅